# Egbert Bakker
Egbert Jan Bakker (Amsterdam, 12 november 1958) is een Nederlands classicus. Hij is hoogleraar aan Yale University.

## Loopbaan
Bakker promoveerde in 1988 aan de Universiteit Leiden. In 1992 was hij als universitair docent aan de Universiteit Leiden, gedurende enkele maanden fellow bij het NIAS. Hij doceerde verder aan de Universiteit van Virginia, de Universiteit van Texas in Austin en de Universiteit van Montréal, voordat hij in 2004 bij Yale University werd aangesteld.
Bakker is gespecialiseerd in Griekse taal en literatuur en Griekse taalkunde.

## Publicaties (selectie)
- Authorship and Greek Song: Authority, Authenticity, and Performance (Brill, 2017)
- The Meaning of Meat and the Structure of the Odyssey (Cambridge University Press, 2013).
- A Companion to the Ancient Greek Language (Wiley-Blackwell, Malden, 2010)
- Pointing at the Past: From Formula to Performance in Homeric Poetics (Center for Hellenic Studies/Harvard University Press, 2005)
- Linguistics and formulas in Homer. Scalarity and the description of the particle "per" (proefschrift, 1988)